# Tuzlanska barutana
Tuzlanska barutana ili tuzlanska gradina, je kamena građevina u Tuzli, od koje su danas ostale tek ruševine. Zarasle su u šiblje na brdu Gradine. Jedan je od rijetkih makar djelimice sačuvanih spomenika osmanskog razdoblja u Tuzli. Nalazi se ponad UKC Tuzla.
Donjotuzlanski muslimani dali su ju podići 1683. godine. Služila je kao obrambena utvrda. Osmanski neuspjeh pohoda na Austriju i poraz u drugoj opsadi Beča nagovijestili su preokret ratne sreće. Donja Tuzla je bila blizu granice. Veće gradsko središte trebalo je dodatnu zaštitu. Sve do austro-ugarskog zaposjedanja BiH tvrđava na Gradini služila je kao središnja točka obrane Donje Tuzle. Donjotuzlanska Palanka, utvrđeni grad ograđen drvenim zidovima, obloženih zemljom i blatom, nije imao izgleda pred suvremenije opremljenim sjevernim velesilama.
Poslužila je svrsi već 1688. godine. Tad su snage Svetog Rimskog Carstva na čelu sa zapovjednikom Ljudevitom Bodenskim kretale se iz pravca Zvornika ka Krajini i tvrđava je bila mjesto uspješna otpora. 1690. godine kad je upao austrijski vojvoda Perčinlija odigrala je opet ključnu ulogu. Safvet-beg Bašagić zapisao je da je Perčinlija prodro sve do Donje Tuzle i u povratku sa sobom odvodi 3.000 katolika u slobodne krajeve preko Save. 4. rujna 1750. bila je velika organizirana pljačka Donje Tuzle od strane organiziranog stanovništva okolnih sela. Grad je bio potpuno opustošen, a lokalno stanovništvo se sklonilo u nju. U utvrdu se na sigurno spremilo velike dragocjenosti vjerskih objekata. U austro-ugarskom zaposjedanju BiH 1878., protivnici zaposjedanja su se zatvorili u utvrdu i odupirali novoj vlasti. Za kratko vrijeme nakon preuzimanja, pretvorena je u barutanu (Pulvermagazin). U njoj se držao barut i drugi eksplozivi.
Ulogu je izgubila nakon Prvog svjetskog rata. Sve do 1960-ih izložena je vremenskom izjedanju. Tad je prenamijenjena u depandans Muzeja Istočne Bosne. U jednoj od unutrašnjih kula bila je maketa tuzlanske Palanke, djelo akademskog slikara Dragiše Trifkovića. U drugoj kuli bila je arheološko-povijesna postavka s pojedinostima iz prošlosti grada. Osim muzejske namjene, bila je odredište za mnoge ekskurzije djece, studenata i povjesničara. Početkom sedamdesetih godina metom je vandala koji su ju opljačkali i sasvim uništili izloške.
Od tog vremena zgrada je zapuštena. Nikada više nije obnovljena.  Propada i urušava se već oko 40 godina. Pred velikosrpsku agresiju na BiH. Tadašnji Republički zavod za zaštitu povijesnih spomenika ju je stavio pod svoju zaštitu. Prolazak vremena a bez održavanja rezultirao je potpunom devastacijom veće kule, njenog krova i zidova te vanjskog dijela bedema. I manje kula također je devastirana, opasana šibljem ali je u boljem stanju od veće kule. Zbog obrasla terena onemogućen je pristup.

## Osobine
Izgrađena je od kamena. Činila su ju dva objekta opasana bedemom.